# Isola Verchoturova
L'isola Verchoturova (in lingua russa oстров Верхотурова) è un'isola della Russia. Si trova nel mare di Bering nel golfo Karaginskij, situato a sua volta nella parte nord-orientale della penisola della Kamčatka. Amministrativamente dipende dal territorio della Kamčatka, del circondario federale dell'Estremo Oriente.

## Geografia
L'isola è lunga 3,5 km, larga 500 m e ha un'altezza massima di 368 m.; si trova 21 km a sud di capo Il'pinskij (мыс Ильпинский), l'estremo punto meridionale della penisola Il'pinskij, e 39,5 km a nord di capo Goleniščev (мыс Голенищева), estremo punto settentrionale dell'isola Karaginskij.
L'isola ha una ricca fauna di uccelli marini, tra i quali una colonia di Aethia psittacula.